# Pandora Prod
Pandora Prod este o companie producătoare de textile din Focșani, România.
Compania produce îmbrăcăminte pentru mărci internaționale precum Next, Marks&Spencer, Reiss, United Colours of Benetton, Max&Co sau H&M.
Firma este controlată de familia Simiz.
Până în anul 2008, compania lucra în lohn cu trei fabrici.
Ulterior, compania a renunțat la lohn și s-a orientat către distributorii de produse de lux pentru care face produse integrate.
Număr de angajați:
- 2014: 1.000 [5]
- 2012: 1.000 [3]

Cifra de afaceri:
- 2013: 30 milioane euro [5]
- 2011: 28,1 milioane euro [3]